# Jean Darcante
Jean Louis Jules Albassier, dit Jean Darcante, né le 1er avril 1910 à Paris où il est mort le 18 mars 1990, est un acteur et un metteur en scène français de théâtre.

## Biographie
Jean Darcante a été le directeur du Théâtre de la Renaissance de 1946 à 1957.

## Filmographie

### Cinéma

#### Comme acteur
- 1936 : Jeunes Filles de Paris de Claude Vermorel : Roland
- 1939 : L'Étrange nuit de Noël d'Yvan Noé : Roger
- 1942 : La Symphonie fantastique de Christian-Jaque
- 1942 : Le Destin fabuleux de Désirée Clary de Sacha Guitry
- 1946 : Vive la liberté de Jeff Musso
- 1946 : Martin Roumagnac de Georges Lacombe
- 1959 : Deux Hommes dans Manhattan de Jean-Pierre Melville

#### Comme doubleur
- Miss Manton est folle - rôle : Peter Âmes (Henry Fonda)
- Le Juif Süss - rôle : Aktuarius Faber (Malte Jäger)

### Télévision
- 1957 : Énigmes de l'histoire (série télévisée) :
  - L'Homme au masque de fer (épisode 4) de Stellio Lorenzi
- 1957 : En votre âme et conscience (série télévisée) :
  - Une femme honnête de Jean Prat
  - L'affaire Gouffé de  Claude Barma
  - L'affaire Levaillant ou le Cabinet des embûches de Claude Barma
  - L'affaire Houet de Claude Barma

## Théâtre

### Comme comédien
- 1934 : Les Races de Ferdinand Bruckner, mise en scène Raymond Rouleau, Théâtre de l'Œuvre
- 1943 : Cristobal de Charles Exbrayat, mise en scène Jean Darcante, Théâtre Montparnasse
- 1961 : Le Misanthrope de Molière, mise en scène Jean Meyer, Théâtre du Palais-Royal

### Comme metteur en scène
- 1943 : Cristobal de Charles Exbrayat, Théâtre Montparnasse
- 1944 : Un Don Juan de Michel Aucouturier[3], Comédie des Champs-Élysées
- 1944 : Monsieur chasse de Georges Feydeau, Théâtre de la Renaissance
- 1946 : Quatre Femmes de Marcel Mouloudji, Théâtre de la Renaissance
- 1946 : L'Herbe d'erreur d'après Rémy Bordez, adaptation Jean Variot, mise en scène Jean Darcante, Théâtre de la Renaissance
- 1947 : La Route au tabac (en) de Jack Kirkland (en), Théâtre de la Renaissance
- 1948 : Le Matériel humain de Paul Raynal, Théâtre de la Renaissance
- 1948 : La Forêt pétrifiée de Robert E. Sherwood, Théâtre de la Renaissance
- 1950 : Ce soir à Samarcande de Jacques Deval, Théâtre de la Renaissance
- 1952 : Madame Filoumé d'Eduardo De Filippo, Théâtre de la Renaissance
- 1954 : La Corde de Patrick Hamilton, adaptation Gabriel Arout, Théâtre de la Renaissance
- 1954 : Il pleut bergère de René Wheeler, Théâtre de la Renaissance
- 1954 : Bel-Ami de Frédéric Dard d'après Guy de Maupassant, Théâtre de la Renaissance
- 1955 : Monsieur chasse de Georges Feydeau, Théâtre de la Renaissance, (reprise de la pièce de 1944).

## Publications
- Jean Darcante, À l'enseigne d'un Dieu malin, Michel Brient éditeur, Paris, 1959.
- Jean Darcante, Théâtre, la grande aventure, éditions du Sorbier, 1985.